# Distretto di Zharma
Il distretto di Žarma (in kazako: Жарма ауданы) è un distretto (audan) del Kazakistan con  capoluogo Georgievka.